# Писаррас
Писаррас (порт. Piçarras) или Балнеариу-Писаррас (порт. Balneário Piçarras) — муниципалитет в Бразилии, входит в штат Санта-Катарина. Составная часть мезорегиона Вали-ду-Итажаи. Входит в экономико-статистический микрорегион Итажаи. Население составляет 12 438 человек на 2004 год. Занимает площадь 85,761 км².

## История
Город основан 14 декабря 1963 года.

## География
Климат местности: умеренный. В соответствии с классификацией Кёппена, климат относится к категории Cfa.